# Egon Larsen
Egon Larsen (geboren als Egon Lehrburger, 13. Juli 1904 in München; gestorben 17. Oktober 1990 in London) war ein deutsch-britischer Journalist und Schriftsteller.

## Leben
Egon Lehrburger arbeitete seit 1928 als Berliner Korrespondent des Münchner Verlags Knorr & Hirth für die Zeitung Münchner Neueste Nachrichten. Er schrieb ab 1929 auch für das Berliner Tageblatt. Lehrburger war zunächst mit Helene Boetz verheiratet, diese war später als Helene Hünecke-Lolf KZ-Häftling im KZ Moringen. In zweiter Ehe war er mit Ursula Lippmann, die den zweiten Band von Pu der Bär ins Deutsche übersetzte, verheiratet. Sein Sohn Peter ging als Fotograf nach Israel.
Nach der Machtübergabe an die Nationalsozialisten 1933 erhielt Lehrburger ein Berufsverbot und floh nach Frankreich. Im europäischen Ausland hatte er noch einen Auftrag für den New-York-Times-Bilderdienst. Ab 1935 lebte er als Journalist in Prag. Nach dem Münchner Abkommen 1938 emigrierte er nach London und änderte seinen Namen.
Larsen engagierte sich in der Free German League of Culture in Great Britain, für deren Kulturprogramm er mit Fritz Gottfurcht Kabaretttexte schrieb. Agnes Bernelle trug 1940 seinen Song Die Kosmopolitin und Die Zwanzigjährige in der Londoner Kleinen Bühne vor, die Musik dazu schrieb Allan Gray. Annemarie Hase sang dort Die Lorelei. Hase und Mowgli Sussmann rezitierten den Warum Song und Die Hellseherin im Kabarett 24 Schwarze Schafe.
Während des Krieges arbeitete er für das deutschsprachige Programm der BBC und des Soldatensenders Calais.
Nach dem Krieg schrieb Larsen für diverse Zeitungen und Zeitschriften, unter anderem auch für die Süddeutsche Zeitung. Seit 1954 war er Londoner Korrespondent des Bayerischen Rundfunks, für den er in den Jahren 1968 bis 1984 auch Beiträge für den Schulfunk produzierte.
Larsen verfasste populärwissenschaftliche Sachbücher zu den verschiedensten Themen, so zur Technikgeschichte, eine Geschichte von amnesty international, eine Biografie Graf Rumfords. Die deutschen Übersetzungen verfasste er selbst. In der Einleitung zu Atoms and Atomic Energy schrieb er: This book will introduce the very young would-be scientist to an exciting field of modern knowledge, Seine Erinnerungen erschienen unter dem Titel Weimar Eyewitness (deutsch Die Weimarer Republik).
Larsen war Mitglied des Deutschen PEN-Clubs im Exil und der Society of Authors. 1945 wurde er Mitglied der Labour Party. Er erhielt 1963 die Rudolf-Diesel-Medaille.

## Schriften (Auswahl)

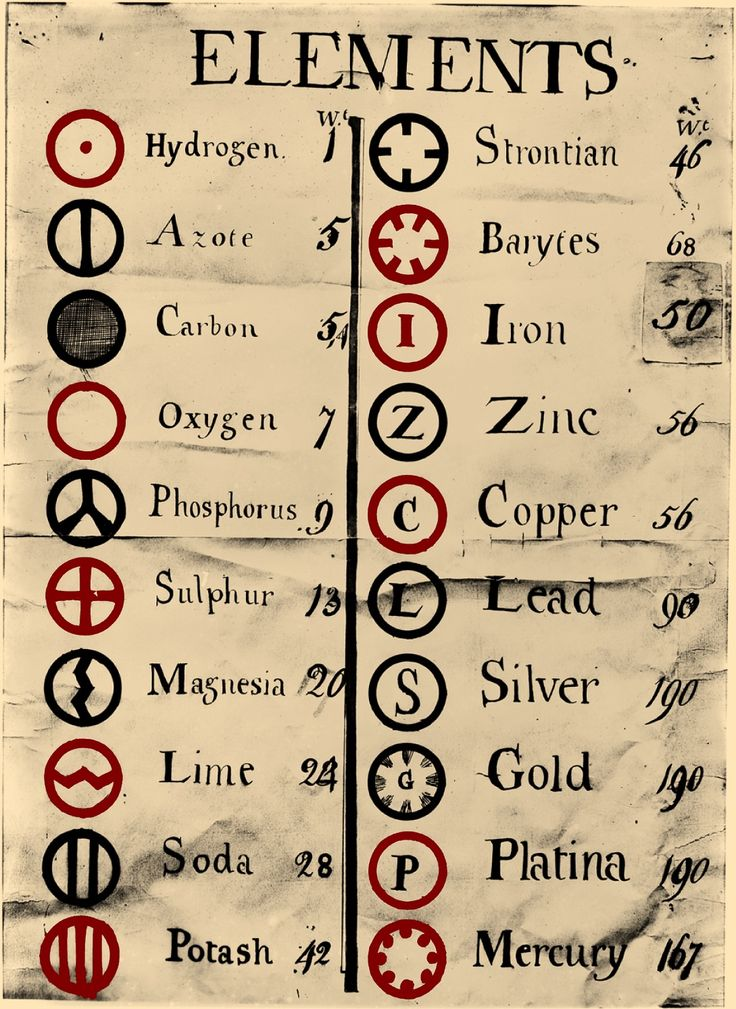
Dalton's Liste der Elemente. Als Illustration in Atoms and Atomic Energy (1963, 1974)

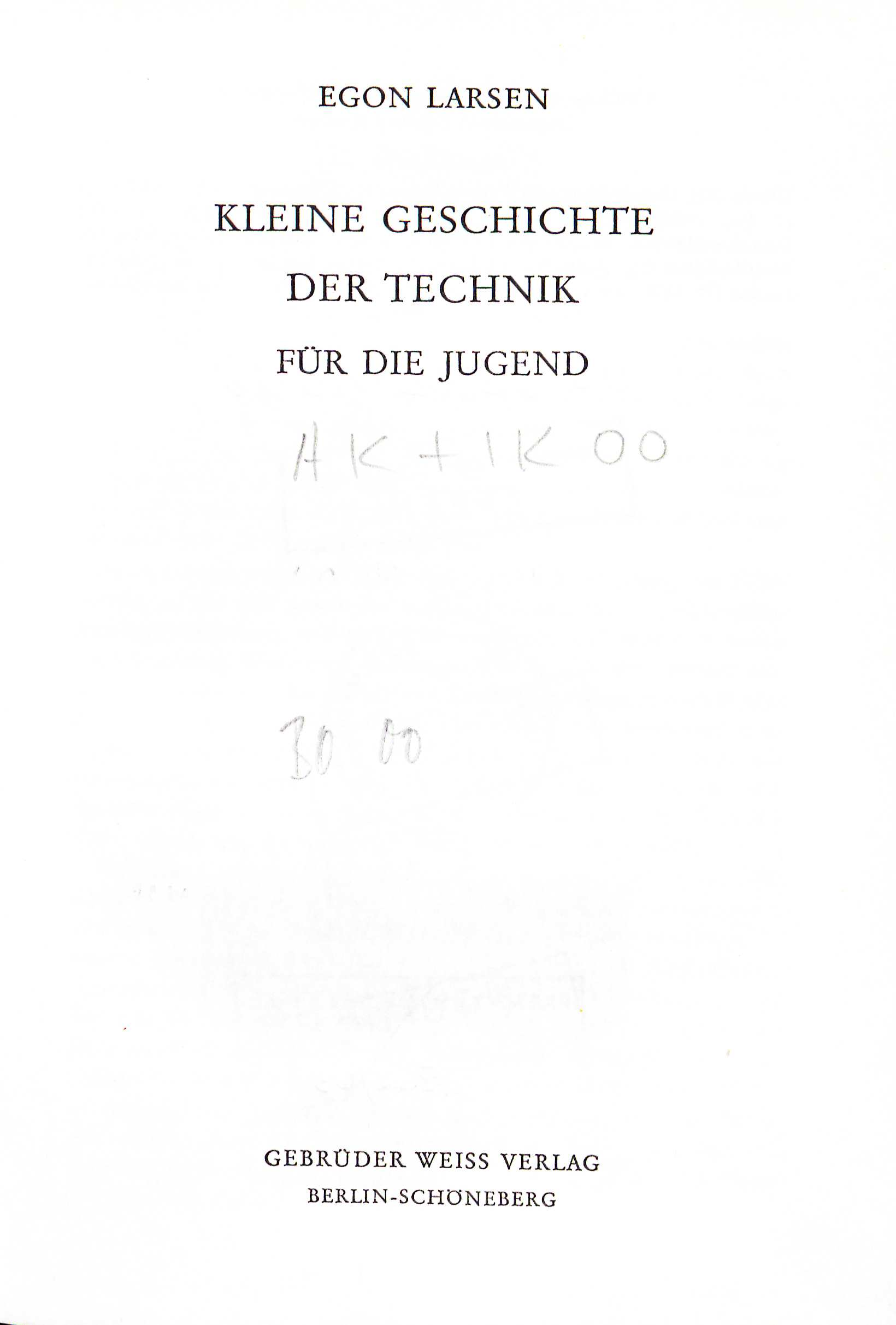
Kleine Geschichte der Technik für die Jugend

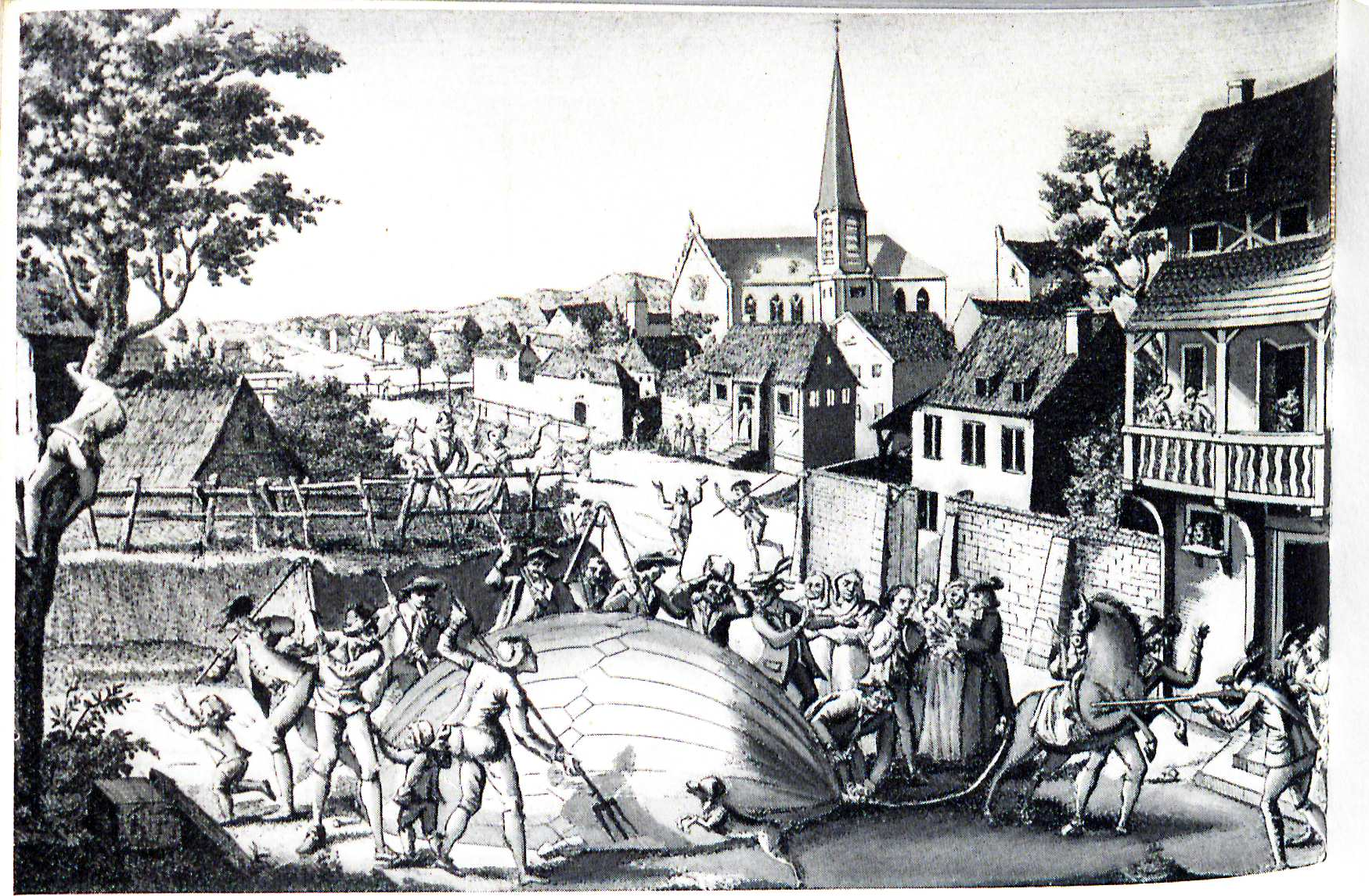
Abergläubische Bauern hielten den ersten Wasserstoffballon, der 1783 in Paris aufstieg und in einem Dorf landete, für ein Werk des Teufels und zerstörten die Hülle (Kleine Geschichte der Technik für die Jugend, nach S. 96, zeitgenössischer Druck)

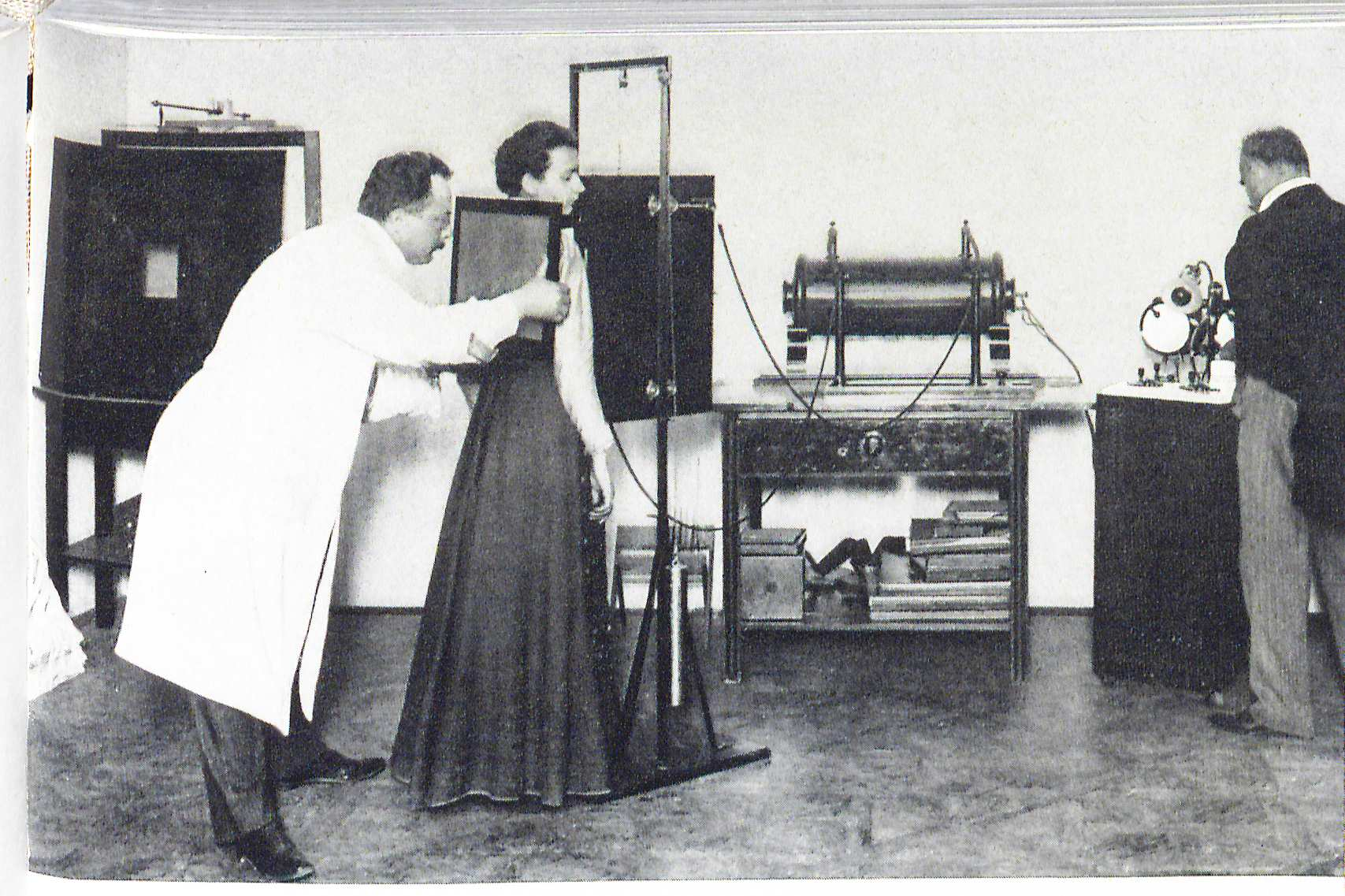
Durchleuchtung einer Patientin mit Röntgenstrahlen 1904 (Kleine Geschichte der Technik für die Jugend, nach S. 176; unbekannter Fotograf)

- als Roger G. Helburne: Chase across Europe. Longmans, Green and Co., London 1941.
- Inventors' Cavalcade. London: Lindsay Drummond, 1943.
  - Abenteuer um Dampf und Eisen. Deutsche Jugendhefte. Berlin: Dreßler, 1954.
  - Denkender Stahl. Deutsche Jugendhefte. Berlin: Dreßler, 1954.
- Inventors' Scrapbook. Buchumschlag John Heartfield. London: Lindsay Drummond, 1947.
  - Erfindungen und kein Ende. Berlin: Dressler, 1953.
  - Das künstliche Auge. Berlin: Dressler, 1954.
- Erich Simm; Egon Larsen: Die Geduld der Armen oder das lasterhafte Leben und die lästerlichen Balladen des François Villon: Ein Stück in 2 Tln (10 Szenen). Musik v. Theo Mackeben. Berlin-Charlottenburg, Waitzstr. 15: Schiermeyer, 1948.
- Abenteuer der Technik: Ein Buch von Erfindern und Erfindungen. Berlin: Dressler, 1949.
- Spotlight on films a primer for film-lovers. Vorwort Michael Balcon. London: Parrish, 1950.
- Men Who Changed The World. Stories of Invention and Discovery (1952).
  - Zwölf, die die Welt veränderten: Werk u. Schicksal grosser Erfinder. Ebenhausen b. München: Langewiesche-Brandt, 1954.
- Men Under the Sea (1955).
  - Mensch und Meerestiefe: Die abenteuerliche Geschichte der Unterwasserforschung. Ebenhausen b. München: Langewiesche-Brandt, 1957.
- London. München-Buchenhain: Volk und Heimat, 1957.
- You'll See: Report from the Future (1957).
  - Du wirst die Zukunft noch erleben. Berlin-Schöneberg: Weiss, 1957.
- Atomic Energy: A Layman's Guide to the Nuclear Age (1958).
  - Atome formen eine neue Welt: Atomfibel für alle. München: Braun & Schneider, 1959.
- Rebellen für die Freiheit. Berlin: Dressler, 1958.
- Ideas and Invention (1960).
- Kleine Geschichte der Technik für die Jugend. Berlin: Weiss, 1961 (Wiesbaden: Panorama, 1984).
- Vivian Fuchs: Bezwinger der Antarktis. München: List, 1961.
- Graf Rumford: Ein Amerikaner in München. München: Prestel, 1961.
- The Cavendish Laboratory: Nursery of Genius (1962).
- Atoms and Atomic Energy. Illustrationen Bernard Lodge. London: Weidenfeld & Nicolson, 1963.
  - Das Geheimnis der Atome. Berlin: Dressler, 1962.
- Men Who Fought for Freedom (1963).
  - Rebellen für die Freiheit: Von William Penn bis Gandhi. Das Schicksal berühmter Freiheitskämpfer. Frankfurt a. M.: Büchergilde Gutenberg, 1963
- Inventors (1965).
  - Abenteuer der Technik: Ein Buch v. Erfindern u. Erfindungen. Gütersloh: Bertelsmann-Lesering, 1967.
- The Deceivers: Lives of the Great Imposters (1966)
  - Hochstapler: Die Elite der Gaunerwelt. Berlin-Schöneberg: Weiss, 1966.
- Great Humorous Stories of the World (1967).
- First with the Truth: Newspapermen in Action (1968).
  - Die Zeitung bringt es an den Tag. Stuttgart: Goverts, 1970.
- A History of Inventions (1969).
- Great Ideas in Engineering (1970).
- Strange Sects and Cults: A Study of Their Origins and Influence (1972).
- Weimar Eyewitness (1976).
  - Die Weimarer Republik: ein Augenzeuge berichtet. München: Heyne, 1980.
- New Sources of Energy and Power (1976).
- Food. Past, Present and Future. Illustrationen David Armitage. London: Frederick Muller, 1977.
- Telecommunications: A History. Illustrationen Peter Bridgewater. London: Frederick Muller, 1977.
- A Flame in Barbed Wire: The Story of Amnesty International. London, 1978.
  - Amnesty International: im Namen der Menschenrechte. Die Geschichte von amnesty international. Vorw. von Peter Benenson. München: Kindler, 1983.
- Wit as a Weapon: The Political Joke in History (1980).
- mit Ota Filip: Die zerbrochene Feder: Schriftsteller im Exil. Unter Mitw. von Günter W. Lorenz. Stuttgart: Thienemann, 1984.
- (Hrsg.): „Und doch gefällt mir das Leben“. Die Briefe der Clara Grunwald. Mannheim 1985.
- Die Welt der Gabriele Tergit: aus dem Leben einer ewig jungen Berlinerin. München: Auerbach, 1987.
- mit John Cabot; Sebastian Cabot (Hrsg.): Die Entdeckung von Nordamerika 1497 und die Expeditionen nach Südamerika und in das Nördliche Eismeer; hrsg. aufgrund alter Quellen. Stuttgart: Thienemann, Edition Erdmann. 1985